# Akhaltsikhe
Akhaltsikhe è una città della Georgia di 17 903 abitanti nella regione di Samtskhe-Javakheti.

## Geografia
Ex-capitale dell'antica regione georgiana di Samtskhe, la città è attraversata dal fiume Potskhovi, ed è un importante nodo stradale verso il remoto valico di confine montano di Posof tra Georgia e Turchia. Akhaltsikhe è anche una base strategica per visitare la città turistica di Vardzia e quella termale di Borjomi, oltre che il Monastero di Sapara. La città presenta anche un importante centro storico, chiamato "Rabati" dove troviamo una fortezza medievale chiamato Castello Rabati, una delle principali attrazioni della regione. Il centro cittadino è caratterizzato da case colorate in stile georgiano.

## Storia
Le prime menzioni nei confronti della città sono datate nel XII secolo. Tra il XII e il XIII secolo fu sede degli Akhaltsikheli, duchi di Samtskhe i cui due rappresentanti più illustri furono Shalva e Ivane Akhaltsikheli. A partire dal XIII secolo fino al XVII secolo, Samtskhe, e con essa l'intera città, fu posta sotto il governo della dinastia Jaqeli.
Nel 1576, gli ottomani presero possesso della città, e a partire dal 1628 essa divenne centro dell'Eyalet di Childir, dell'impero ottomano, noto come "Ahıska".
Nel 1828, durante la guerra russo-turca del 1828-1829, l'esercito russo capitanato dal generale Ivan Paskevič prese la città, e, a seguito del trattato di Edirne del 1829, fu ceduta all'impero russo come parte prima del Governatorato di Kutaisi, e poi a quello di Tiflis.
Nei tardi anni '80 del 1900, la città fu posta sotto guarnigione della 10ª Divisione delle Guardie Fuciliere Motorizzate dell'Unione Sovietica; tale divisione divenne una brigata delle forze terrestri georgiane dopo la caduta della stessa Unione Sovietica.

## Popolazione
| Anno | Georgiani | Georgiani | Armeni | Armeni | Russi | Russi | Ebraici | Ebraici | Altri | Altri | Totale |
| ---- | --------- | --------- | ------ | ------ | ----- | ----- | ------- | ------- | ----- | ----- | ------ |
| 1886 | 2 733     | 17%       | 10 417 | 64,6%  | 146   | 0,9%  | 2 545   | 15,8%   | 275   | 1,7%  | 16 116 |
| 1897 | 3 578     | 23,3%     | 9 035  | 58,8%  | 1 172 | 7,3%  | 438     | 2,9%    | 1 134 | 3,4%  | 15 357 |
| 1926 | 1 817     | 14,8%     | 6 516  | 52,9%  | 1 425 | 11,6% | 94      | 0,8%    |       | %     | 12 310 |
| 1959 | 6801      | 25,7%     | 14 341 | 54,1%  | 3 509 | 13,2% | 368     | 1,4%    |       | %     | 26 497 |
| 1989 |           |           |        |        |       |       |         |         |       |       | 24 570 |
| 2014 | 12 838    | 71,7%     | 4 781  | 26,7%  | 75    | 0,4%  |         |         | 208   | 1,1%  | 17 903 |

## Amministrazione

### Gemellaggi
- Artvin
- Ardahan
- Gyumri

## Galleria d'immagini

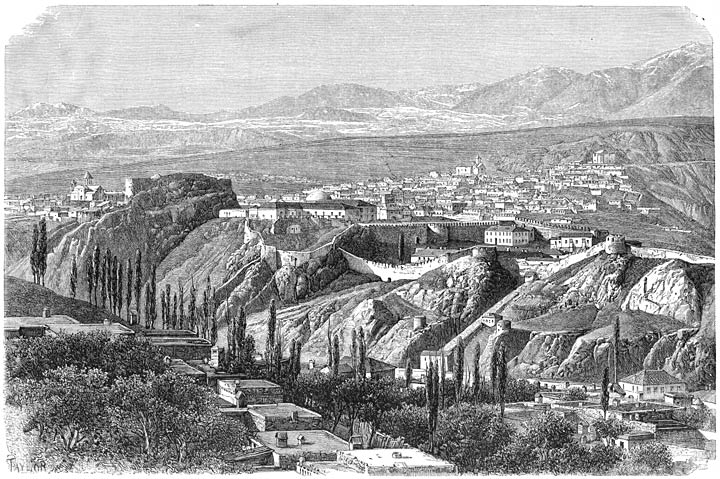
Vista della città in una stampa del 1887
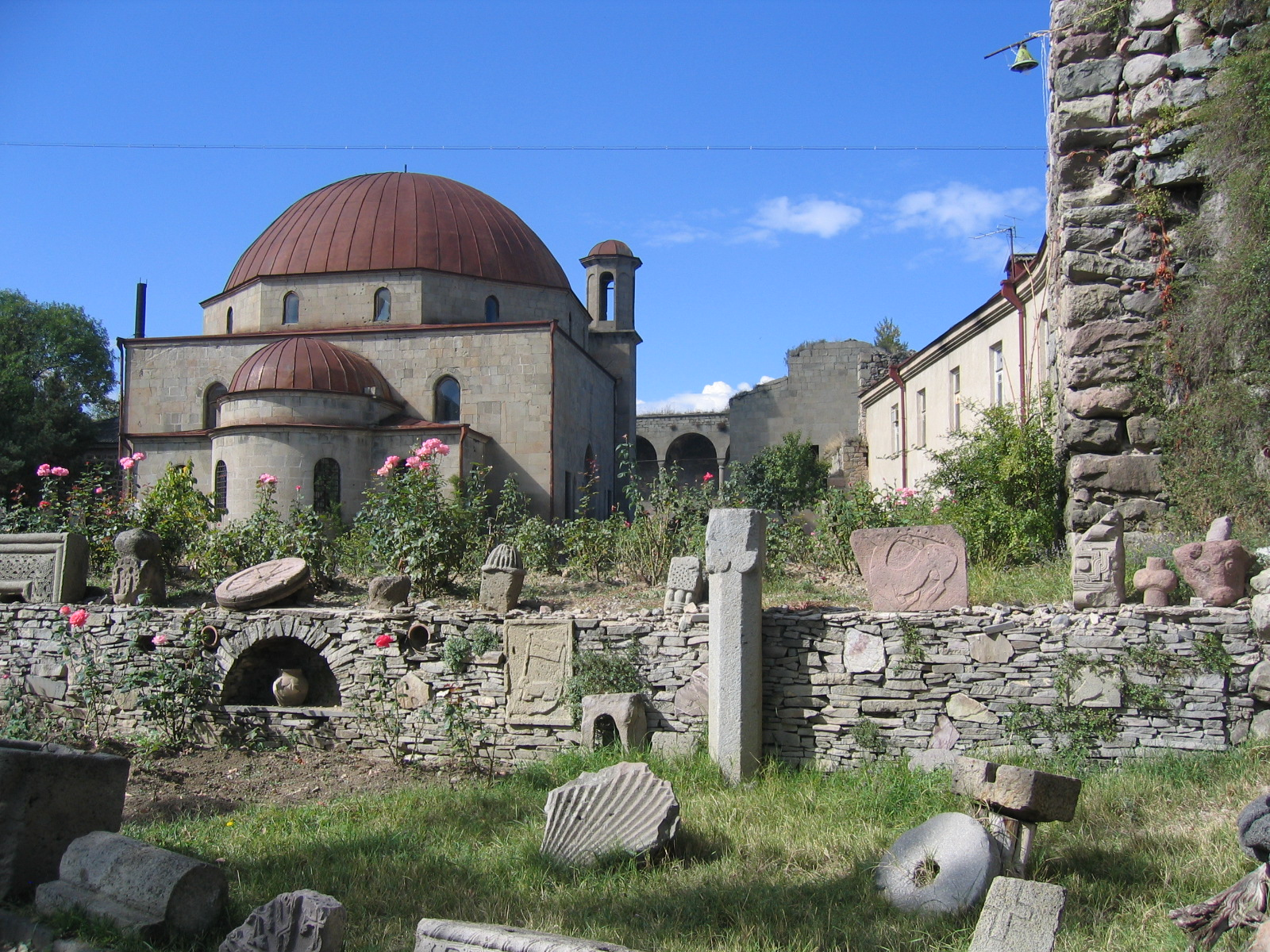
Il castello
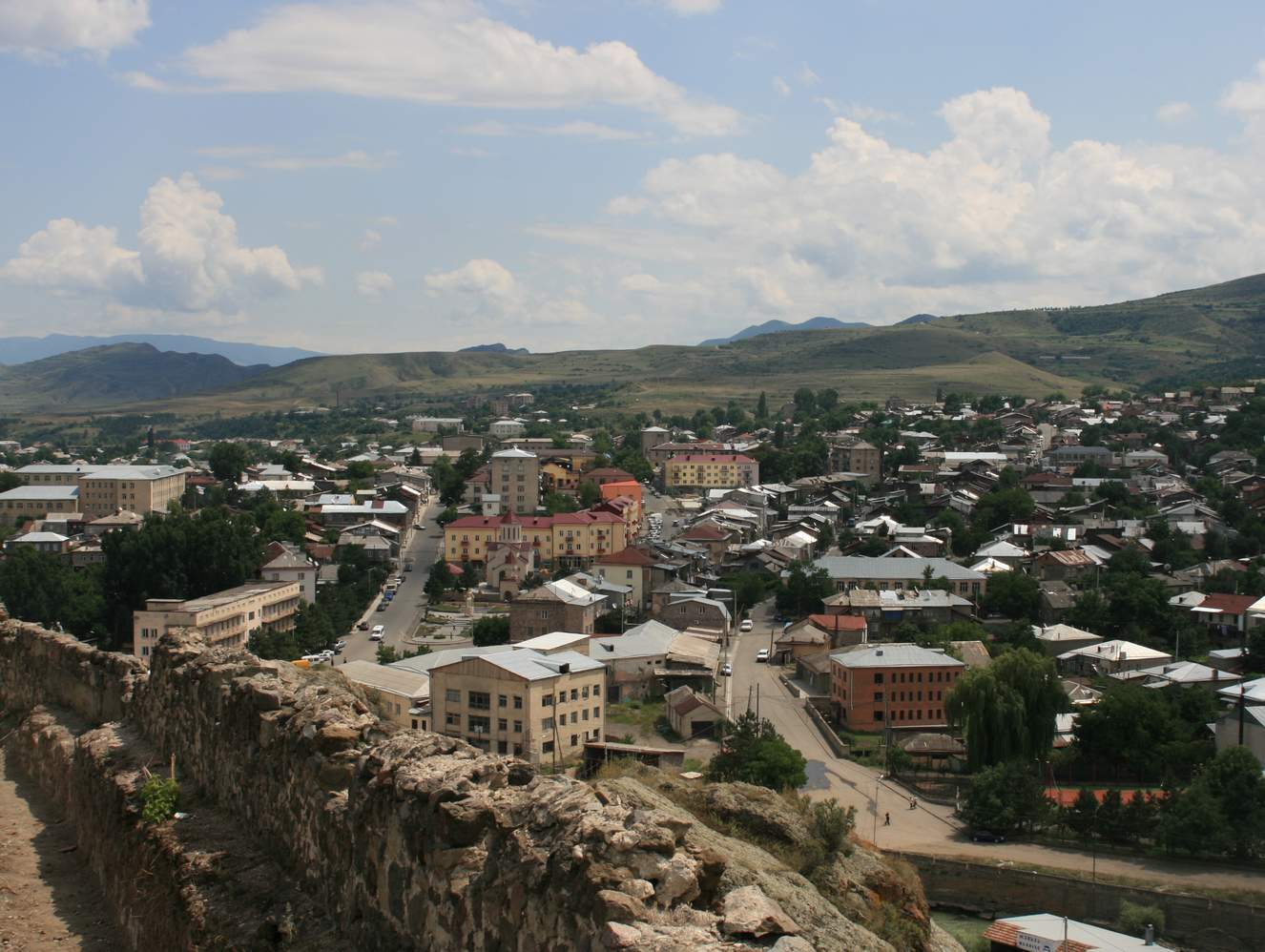
Vista dalle fortificazioni del castello